# Ben Dunn
Ben Dunn (Taiwan, 17 de Abril de 1964) é um quadrinista taiwanês-americano, precursor dos mangás nos Estados Unidos.

## Biografia
Dunn nasceu em Taiwan e cresceu em Taiwan, Kentucky e San Antonio, Texas, onde se formou na Central Catholic Marianist High School. Foi em Taiwan que teve seu primeiro contato com mangás japoneses.
Em 1984, ele cofundou a Antarctic Press, uma editora americana de quadrinhos especializada em títulos no estilo mangá (Amerimanga). Suas criações mais notáveis para a Antarctic são as séries em quadrinhos Ninja High School e Warrior Nun Areala.
Em 2003, Dunn vendeu sua parte na Antarctic Press para iniciar sua própria empresa de desenvolvimento, a Sentai Studios. Após alguns anos, ele fechou a Sentai e retornou à Antarctic.
Dunn foi um dos principais artistas envolvidos no projeto de curta duração Marvel Mangaverso, uma linha editorial infanto-juvenil do Universo Marvel no estilo mangá. Ele também trabalhou como animador no filme de ficção científica A Scanner Darkly (O Homem Duplo).
Em 2016, Art Greenhaw começou a criar, editar e escrever romances visuais e histórias em quadrinhos com temática cristã, começando com a série God's Silver Soldiers, também conhecida como Silver Soldiers: The Comic, seguida por Tales of Nazareth: The Boyhood of Jesus. Os quadrinhos, sob o selo Truthmonger Comics Group Publishing, receberam aclamação por sua inovação visual orientada para a ação, com ilustrações de Dunn, além de suas tramas, sendo destaque em canais de TV, jornais e programas de rádio cristãos de alcance nacional.
Em 2019, Dunn criou a Coalition of Independent Comic Publishers (Coalizão de Editoras Independentes de Quadrinhos).
Fundou em 1984 a  editora estadunidense especializada em título em estilo mangá, Em 2003 vendeu a Antartic Press para criar a Sentai Studios.